# Marie-Rose Wolterink-Oremus
Drs. M.R.Th.J.G. (Marie-Rose) Wolterink-Oremus (Sittard, 1947) is een Nederlands politicus van het CDA.
Ze studeerde rechten aan de Universiteit van Utrecht en promoveerde in 1971.
Van 1985 tot 1989 zat ze als CDA-fractievoorzitter in de gemeenteraad van Voorburg. In dat laatste jaar werd ze benoemd tot burgemeester van Heusden en vanaf januari 1995 was Wolterink-Oremus de burgemeester van Baarn. Zij volgde waarnemend burgemeester L.A. Snoeck-Schuller op. 
Bij de Eerste Kamerverkiezingen van 1999 stond ze op de CDA-kandidatenlijst maar werd niet gekozen. In september 2005 werd Harry Smith in Baarn benoemd als waarnemend burgemeester omdat Wolterink-Oremus toen al enige tijd ziek was en het er niet op leek dat ze op korte termijn weer aan de slag kon. In april 2006 werd bekendgemaakt dat ze vanaf 1 mei weer arbeidsgeschikt verklaard was maar dat er bij een niet-gefaseerde herstart kans was op gezondheidsrisico's. Om verantwoord als burgemeester te functioneren leek haar een uitnemende conditie nodig en daarom besloot ze per 1 mei 2006 vervroegd met pensioen te gaan.
In haar nieuwe woonplaats Nootdorp houdt ze zich onder andere bezig met schilderen en boetseren. Tijdens haar studententijd in Utrecht had ze al een cursus beeldhouwen gedaan aan de kunstacademie. Onder meer in Heusden is haar werk geëxposeerd. Verder is ze voorzitter van de Vereniging Landelijke Unie Van Vrijwilligers. Voorts is ze verwoed bridger en sinds 2014 voorzitter van de Nootdorper bridgeclub.